# When Men Desire
When Men Desire è un film muto del 1919 diretto da J. Gordon Edwards considerato perduto. La sceneggiatura di Adrian Johnson si basa su The Scarlet Altars, una storia di J. Searle Dawley e E. Lloyd Sheldon. Prodotto e distribuito dalla Fox Film Corporation, il film aveva come interpreti Theda Bara, Fleming Ward, G. Raymond Nye.

## Trama
Mentre Marie Lohr si trova in Germania, in visita dallo zio a Strasburgo, gli Stati Uniti entrano in guerra con la Germania. Il maggiore von Rohn, un suo pretendente tedesco, cerca in ogni modo di tenerla separata dal suo fidanzato, Robert Stedman, un aviatore americano. Von Rohn resta ferito da una bomba americana che uccide anche una spia tedesca; Marie, approfittando della sua morte, assume l'identità della spia per tentare la fuga e raggiungere il confine. La donna, però, si trova alla mercé di alcuni ufficiali tedeschi dalle brutte intenzioni; riesce comunque a informare Robert che cerca di salvarla. Per non farsi vedere da von Rohn, si nasconde in un armadio. Il tedesco, sospettando che lì dentro ci sia qualcuno, vi scopre Robert. Marie, allora, per proteggere l'amato, accoltella von Rohn, uccidendolo. Robert indossa l'uniforme del morto e i due fuggitivi, insieme, dopo un inseguimento riescono a raggiungere in volo la libertà oltre confine.

## Produzione
Il film fu prodotto dalla Fox Film Corporation.

## Distribuzione
Il copyright del film, richiesto da William Fox, fu registrato il 9 marzo 1919 con il numero LP13484. Lo stesso giorno, uscì nelle sale statunitensi distribuito dalla Fox Film Corporation. In Polonia, il film venne distribuito con il titolo Kiedy mezczyzna pozada.
Non si conoscono copie ancora esistenti della pellicola che viene considerata presumibilmente perduta.